# Estelloxus californiensis
Estelloxus californiensis är en kvalsterart som beskrevs av Herbert Habeeb 1963. Estelloxus californiensis ingår i släktet Estelloxus och familjen Lebertiidae. Inga underarter finns listade i Catalogue of Life.